# Aden Abdullahi Nur Gabyow
Aden Abdullahi Nur Gabyow (in somalo Aadan Cabdulaahi Nuur; in arabo: عدن عبد الله نور; Mado Gashi, ... – Nairobi, 5 giugno 2002) è stato un politico somalo.
Colonnello dell'Esercito nazionale somalo, è stato Ministro della difesa dal 1986 al 1988 durante il regime del Presidente Siad Barre.
Nel luglio 1989 fu accusato di cospirazione e arresatato; successivamente aderì al Movimento Patriottico Somalo, fondato nel 1985 dal colonnello Ahmed Omar Jess, assumendo poi la guida della formazione.
Prese parte alla conferenza di Addis Abeba, convocata nel marzo 1993 per cercare di porre fine alla guerra civile scoppiata due anni prima, con la caduta di Barre.